# Pelletter

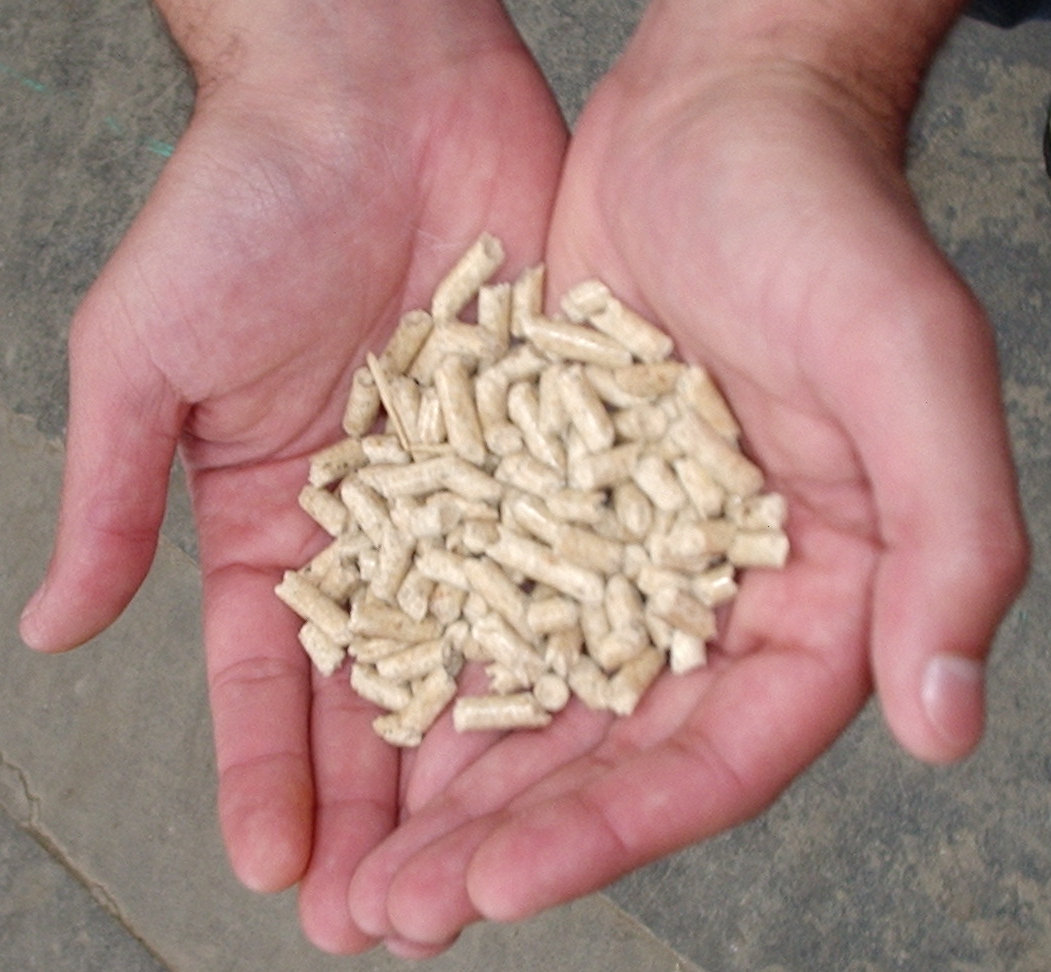
Träpellets för förbränning

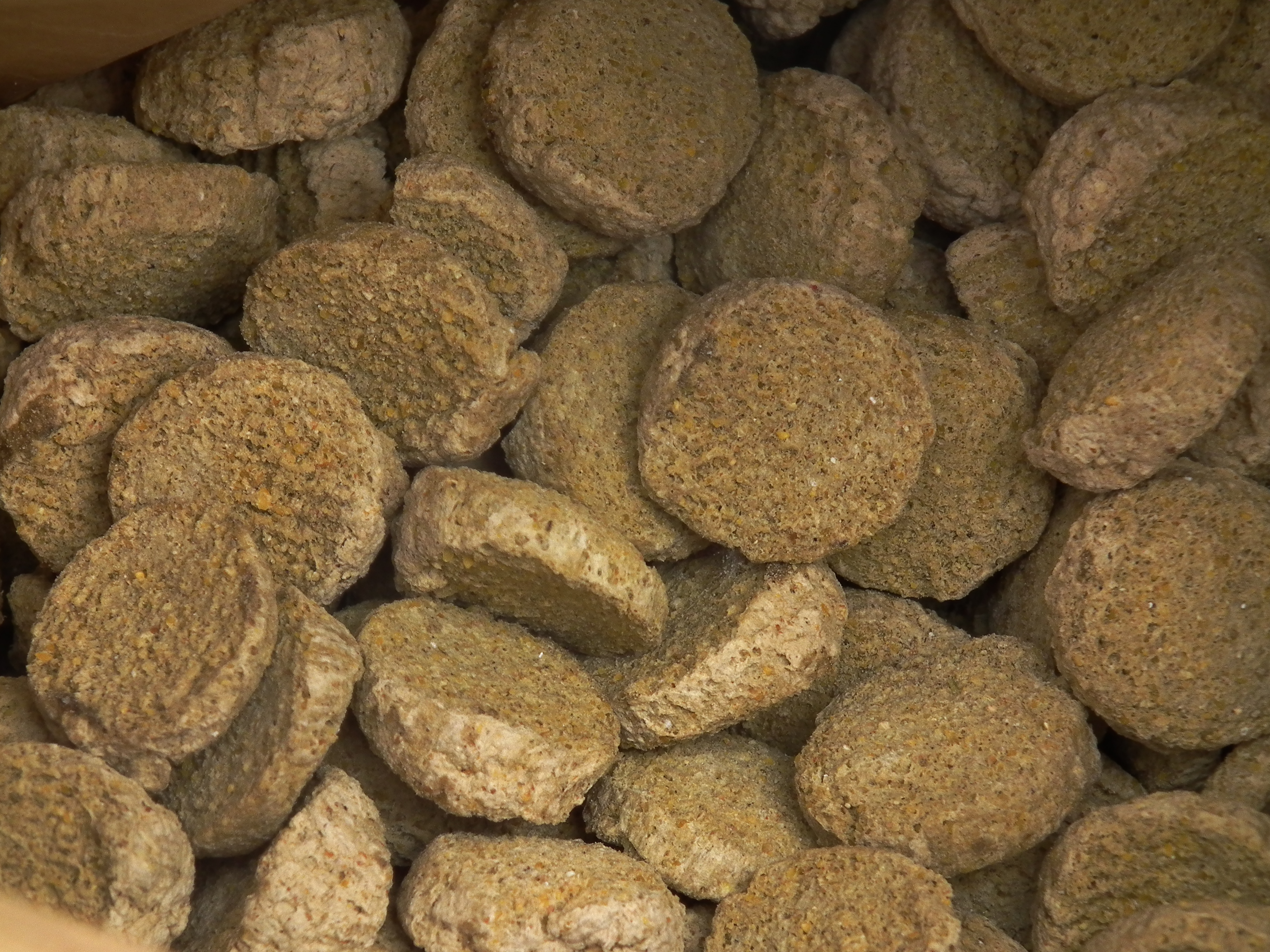
Foderpellets avsedda för hästar

Pelletter eller vardagligt pellets är material som pressats till små, hårda kulor eller stavar. Typiska exempel på pellets är olika typer av djurfoder, malm (exempelvis järnmalm) och så kallade bränslepellets.
Pellets används ofta för att värma upp hus. De förbränns då i en pelletsbrännare, och värmeenergi leds sedan fram till och strålar värme ur värmeelement.

## Namn på svenska
Språknämnden rekommenderar att man använder den svenska pluralformer pelletter istället för den engelska pluralformen pellets.

## Galleri

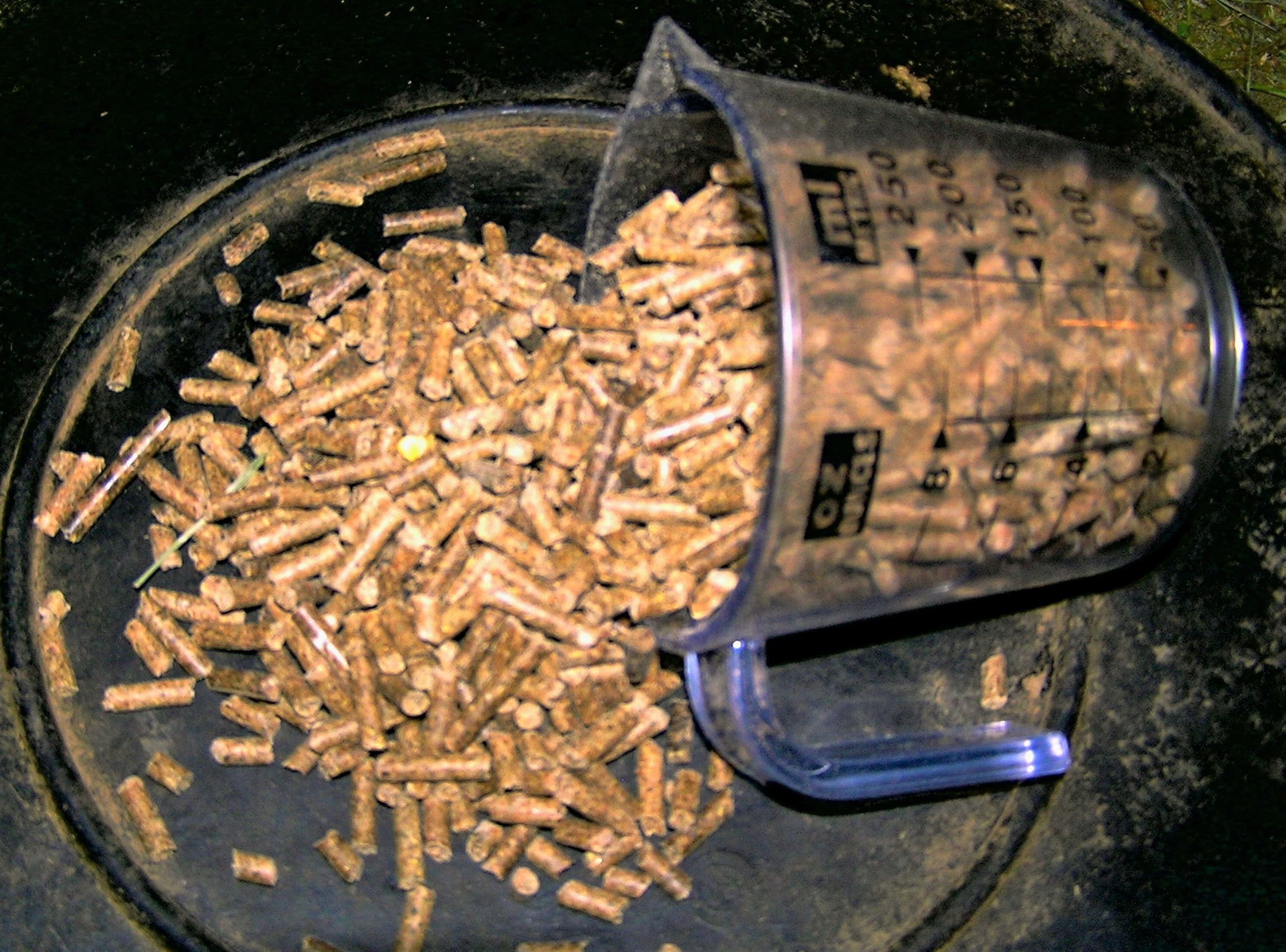
Pellets i form av foder till hästar.
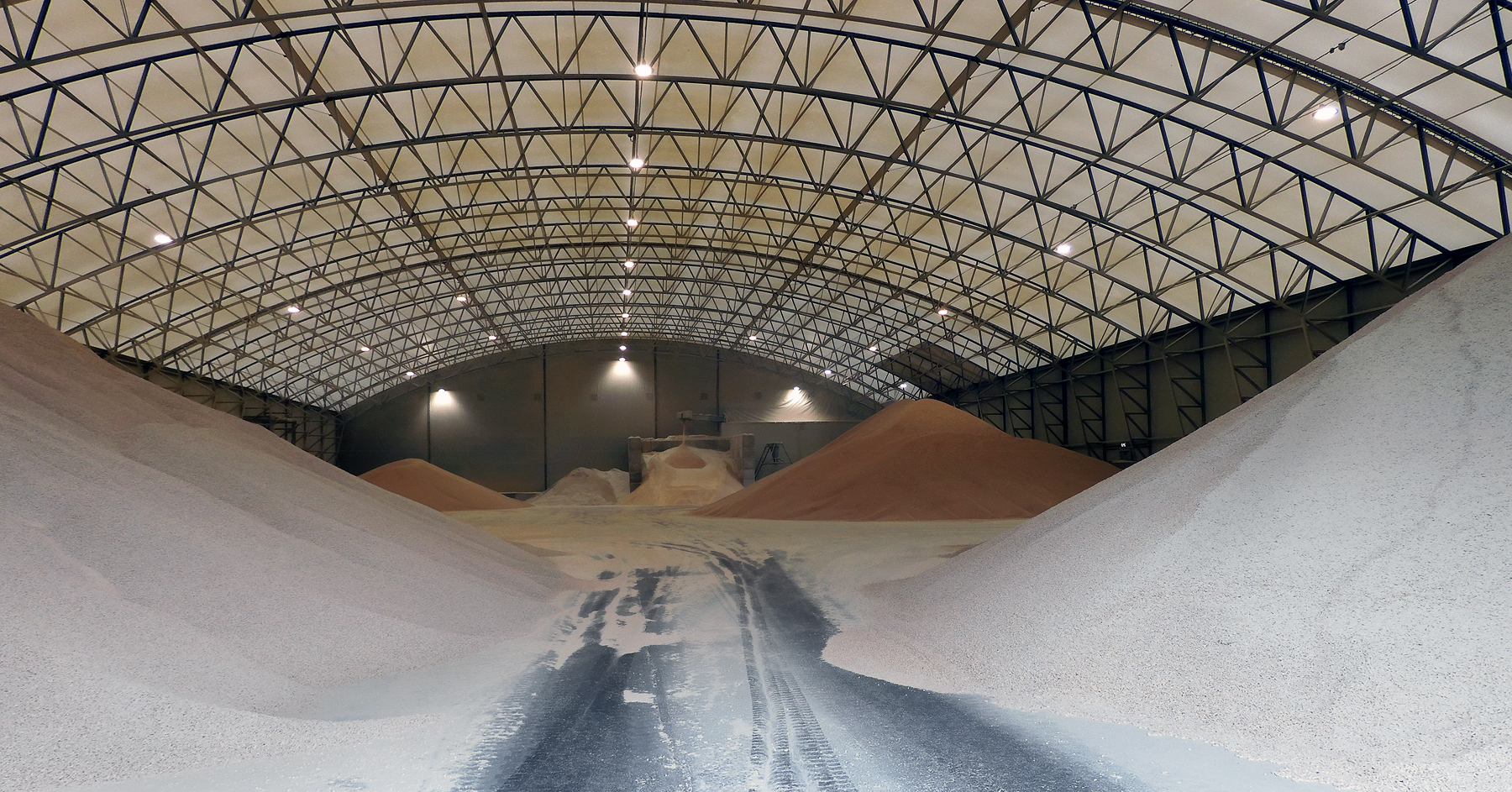
Träpellets i en lagerhall i Ystad 2021.
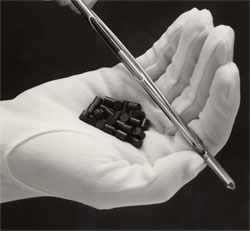
Pellets av uran.